# فرجينيا ليفينغستون
فرجينيا ليفينغستون (بالإنجليزية: Virginia Livingston)‏ هي طبيبة أمريكية، ولدت في 1906، وتوفيت في 1990.